# Бесстыдник (рассказ)
«Бессты́дник» — рассказ Николая Лескова, написанный в 1877 году и впервые опубликованный в окончательной редакции в 1890 году в собрании сочинений (цикл «Рассказы и воспоминания»).

## История публикации
Первоначальный текст рассказа не сразу получил такое название и подвергся ряду значительных изменений. В первой редакции рассказ назывался «Морской капитан с Сухой Недны. Рассказ entre chien et loup (Из беседы в кают-компании)» и был напечатан в 1877 году в февральском и мартовском «Ежемесячном прибавлении морской газеты „Яхта“».
В 1887 году Лесков предложил для «Дешёвой библиотеки» (Лесков в то время был в дружеских отношениях с С. Н. Шубинским (1835—1913), к которому перешли дела «библиотеки» после А. С. Суворина несколько своих рассказов, в числе которых был и этот рассказ, но уже под другим названием — «Медный лоб» и в значительном сокращении. В письме от 4 мая Лесков писал Шубинскому: «Рукописную копию рассказа, напечатанного в морском журнале, прилагаю. Название ему переменю, п. ч. „Медный лоб“ есть рассказ у кого-то другого, и „Бесстыдник“ заманчивее. Печатать надо до того места, где означено, до оборота 12-го листка. Остальное неудачно и не хорошо».
Таким образом, перед тем, как получить название «Бесстыдник», рассказ некоторое время назывался «Медный лоб». Перед исследователями в настоящий момент стоит вопрос о том, существовала ли отдельная рукописная копия «Медного лба». Кроме изменения названия, Лесков убрал вторую часть рассказа, повествующую о неудачном сватовстве Порфирия Никитича и причинах, побудивших его стать моряком.
Через три года, в 1890 году, этот рассказ под тем же названием («Бесстыдник») и в том же сокращении (без второй части), но с незначительными изменениями, был внесен Лесковым в VI том издания собрания его сочинений.
Кроме значительного сокращения, изменению подвергся и текст той части «Морского капитана…», которую Лесков оставил.

## Краткое содержание
Рассказчик, командир судна, два флотских офицера, штурман и старый моряк Порфирий Никитич, после морского шторма, «упорядочив себя», начинают разговор о морской стихии и её влиянии на характер человека: «Разумеется, среди моряков море нашло себе довольно горячих апологетов, выходило, что будто море едва ли не панацея от всех зол, современного обмеления чувств, мысли и характера». Порфирий Никитич делает вывод о том, что «обращение в морской стихии» может поправить любой характер, настаивая на том, что это сказал «один исторический мудрец». Собеседники просят его подробнее рассказать эту историю.
Порфирий Никитич рассказывает следующее. Вскоре после Крымской войны на вечере у Хрулёва, собравшиеся моряки под впечатлением книги «Изнанка Крымской войны» обсуждают страдания, перенесенные ими в севастопольской обороне. «Главным образом книга обличала воровство и казнокрадство тех комиссариатщиков и провиантщиков, благодаря которым нам не раз доводилось и голодать, и холодать, и сохнуть, и мокнуть». Герой рассказа возмущается и «обличает» настолько громко, что его сосед по столику черноморский капитан Евграф Иванович начинает его стыдить, так как за их спинами как раз и сидит один из таких провиантщиков. Но Порфирий Никитич не унимается, а продолжает говорить ещё громче.
Хозяин вечера приглашает гостей к ужину, а герою рассказа предлагает познакомить его с провиантщиком Анемподистом Петровичем, которого тот и пытался задеть, но безрезультатно, что его ещё больше злило. На знакомство Порфирий Петрович не соглашается. А в это время у стола Анемподист Петрович расхваливает семгу, рассказывая, что и во время севастопольской обороны провиантщики не хуже ели. Это в такой степени возмущает Порфирия Никитича, что он даже плюет в негодовании и уже собирается отойти от стола, как вдруг к нему обращается сам Анемподист Петрович. Тут и начинается спор двух героев (моряка Порфирия Никитича и провиантщика Анемподиста Петровича) о природе русского человека, который и составляет главный интерес рассказа.

## Персонажи
- Анемподист Петрович — богатый человек, «провиантщик», «бесстыдник» и патриот. По словам самого Лескова, его прототипом был киевский купец и городской голова Г. И. Покровский[1].
- Порфирий Никитич — старый моряк, участвовавший в Крымской войне
- Степан Александрович Хрулёв — реальное историческое лицо, генерал, начальник 1-й и 2-й оборонительных линий в Севастополе, особенно известный защитой Малахова кургана в Крымскую кампанию 1854-1855 годов

## Основная проблематика
Предмет спора в рассказе — природа русского человека (шире, на более высоком смысловом уровне — проблема природы человека вообще). Каждый герой имеет свою точку зрения на этот «предмет» и, как оказывается, совсем непохожую на мнения других, на этой почве рождается спор. Н. С. Лесков выстраивает рассказ так, что и читатель невольно становится соучастником этого «дискурса» и оказывается перед необходимостью задуматься о себе самом как о представителе нации, как о представителе целого народа, то есть рассказ пробуждает в читателе национальное самосознание, актуализирует знания и представления человека о себе как части некоего единства.
Автор в свою очередь предлагает читателю три варианта решения этого вопроса, явленных в точках зрения трех персонажей рассказа, которые, с одной стороны, различны во всех отношениях, а с другой, их объединяет одно — они русские.
Порфирий Никитич, исходя из своего жизненного опыта и под влиянием определенного настроения, говорит о несправедливости устройства русской жизни, где честному, но обычно бедному человеку нет места, потому что он не умеет обманывать, воровать, не всегда может высчитать и отстоять свою выгоду, но при любых обстоятельствах останется честным человеком, в то время как, по его мнению, совсем иначе обстоит дело с «бесстыдниками», обманщиками и ворами, такими как Анемподист Петрович, которые даже в самых тяжелых и страшных обстоятельствах, таких как война, всегда смогут достать себе отличной семги и пить шампанское с квасом.
Анемподист Петрович, не согласившись с таким «несправедливым» разделением русских людей на героев и воров, как истинный патриот, у которого слово «русский» не сходит с губ, даже больший патриот, чем Порфирий Никитич, который во время Крымской войны с солдатами и офицерами голодал и «кровь свою как бурачный квас из втулки в крымскую грязь цедил», заступается и стоит за всех своих соотечественников, утверждая, что «русские как кошки: куда их ни брось — везде мордой в грязь не ударятся, а прямо на лапки станут; где что уместно, так себя там и покажут: умирать — так умирать, а красть — так красть». Хрулев, ориентируясь на практическую сторону жизни, именно в Анемподисте Петровиче видит «чисто русского человека», который «далеко вглубь видит и далеко пойдет».
На внешнем уровне, перед читателем разворачивается спор между Порфирием Никитичем и Анемподистом Петровичем, в котором последний, поддержанный «публикой», одерживает верх. Но на внутреннем, более глубинном уровне, это не спор, а диалог (в какой-то мере даже диалектика) жизненного опыта, мнений и точек зрения, в каждой из которых есть зерно истины, но есть и несомненная доля того, с чем можно не согласиться.
«Загадкой», которую поставил и перед читателями, и перед исследователями автор, является точка зрения его самого на предмет спора. На чьей же стороне автор? Или он имеет своё особое мнение? Что он хотел донести до читателя?